# Siemens Logo

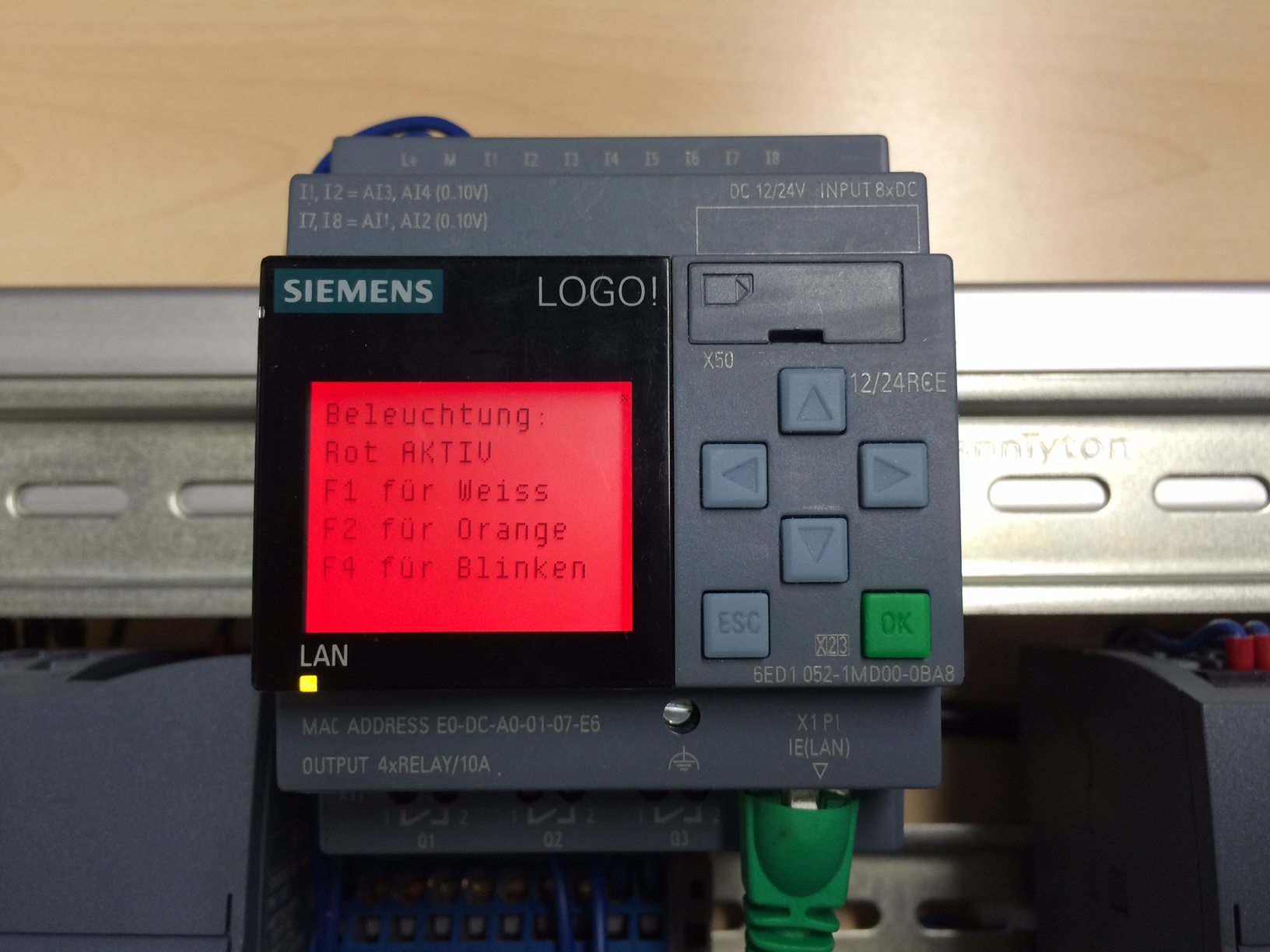
LOGO …-0BA8

SIEMENS LOGO!8.2 (торговая марка LOGO!) — универсальные логические модули. Являются компактными функционально законченными приборами, предназначенными для построения простых систем автоматического управления. Благодаря программной реализации алгоритмов и гибким возможностям адаптации оборудования к требованиям решаемых задач, семейство логических модулей можно применять во всех секторах промышленного производства, а также в системах автоматизации зданий.
Примеры применения семейства логических модулей LOGO!:
- для управления вентиляторами, насосами, компрессорами
- управление подъемниками, небольшими холодильными машинами, прессами, мешалками и бойлерами
- для управления автоматическим включением резерва на насосных станциях, в трансформаторных подстанциях и распределительных устройствах
- управление упаковочными машинами
- управление внутренним и наружным освещением, светофорами, световыми эффектами витрин
- управление отоплением, дверями, воротами, затворами и тентами
- управление поливом растений в оранжереях и теплицах и т. д.
- в судовых и транспортных системах
- в системах контроля доступа и т. д.;

Логические модули LOGO! выпускаются в компактных пластиковых корпусах со степенью защиты IP 20, предназначенные для установки на стандартные профильные шины DIN или на вертикальную плоскую поверхность. В верхний части корпуса расположены клеммы для подключения цепи питания, а также датчиков или органов ручного управления. Клеммы для подключения исполнительных устройств расположены в нижней части корпуса. В правой боковой стенке корпуса расположен интерфейс внутренней шины и кодировочные пазы для подключения к сигнальным модулям расширения. В нижний части корпуса встроенный Ethernet интерфейс для программирования и организации промышленной связи.

### Состав семейства логических модулей LOGO!8.2

##### Базовые логические модули
- LOGO! Basic с встроенной клавиатурой и дисплеем
- LOGO! Pure без клавиатуры и дисплея

##### Модули расширения
- - 8- и 16-канальные модули ввода-вывода дискретных сигналов DM8 и DM16
- - 2-канальные модули ввода аналоговых сигналов AM2 и AM2 RTD
- - 2-канальный модуль вывода аналоговых сигналов AM2 AQ

##### Коммуникационные модули
- LOGO! CMR 2020 для поддержки GSM/GPS соединений, а также подключения к GPS
- LOGO! CMR 2040 для поддержки LTE соединений, а также подключения к GPS
- LOGO! CMK 2000 для подключения логического модуля к сети KNX
- Неуправляемые коммутаторы Industrial Ethernet LOGO! CSM

##### Текстовый дисплей
- Текстовый дисплей LOGO! TDE

##### Дополнительные модули
- Модули коммутации 3-фазных цепей переменного тока
- LOGO! Contact

##### Блоки питания в дизайне LOGO!
- Модули блоков питания LOGO! Power

##### Программное обеспечение
- Программное обеспечение LOGO! Soft Comfort

### Сетевые возможности
Все базовые модули LOGO!8 оснащены встроенным интерфейсом Ethernet со скоростью обмена данными 10/ 100 Мбит/с, с помощью данного Ethernet интерфейса можно устанавливать следующие соединения:
- До шестнадцати S7 или Modbus TCP (только для LOGO! 8.2) соединений на базе транспортного протокола TCP/IP с другими модулями LOGO! 8.2 и/или программируемыми контроллерами SIMATIC S7
- Не более одного соединения с SIMATIC HMI
- Не более одного TCP/IP соединения с текстовым дисплеем LOGO! TDE
- Не более одного TCP/IP соединения с компьютером, оснащенным программным обеспечением LOGO! Soft Comfort

### Веб-сервер
Все базовые модули LOGO!8.2 поддерживают встроенный и кастомизированный веб-сервер.

### Программирование
Разработка программы для базовых модулей LOGO!8.2 выполняется на языках LAD (Ladder Diagram) или FBD. Общий объем программы логического модуля LOGO! 8.2 ограничен 400 функциями. Это значит, что один модуль LOGO! способен заменить схему, включающую в свой состав несколько сотен электронных и электромеханических компонентов.

##### Варианты программирования
- С клавиатуры модуля LOGO! Basic
- Установкой запрограммированной карты памяти
- С компьютера, оснащенного пакетом программ LOGO! Soft Comfort от V8.2 и выше

## Конкуренты
Устройства подобного класса относятся к простейшим, на что указывает и часто используемое название «программируемые реле», поэтому их выпускают очень многие производители электротехнических изделий: Mitsubishi Alpha, Schneider Electric Zelio, Moeller Easy, Allen-Bradley Pico, Crouzet Millenium, Omron ZEN, AutomationDirect DirectLOGIC 06, Овен серия ПРxxx, и другие.